# Adam Riess

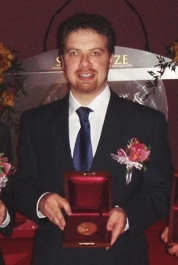
Adam Riess recibiendo el Premio Shaw de astronomía en 2006 por el descubrimiento de la aceleración en la expansión del universo

Adam Riess (Washington D. C., 16 de diciembre de 1969) es un astrofísico estadounidense de la Universidad Johns Hopkins y del Instituto de Ciencias del Telescopio Espacial (Space Telescope Science Institute).
Es ampliamente conocido por sus investigaciones en cosmología a través del estudio de las supernovas. Obtuvo el Premio Nobel de Física en 2011 junto con Saul Perlmutter y Brian Schmidt por sus trabajos que demuestran la aceleración de la expansión del universo. También en 2006 fue galardonado con el premio Shaw de astronomía por esta misma causa.

## Formación
Riess se graduó en el Instituto Tecnológico de Massachusetts en 1992. Se doctoró en Física por la Universidad de Harvard en 1996 y su tesis fue supervisada por Robert Kirshner y presentó los resultados en las medidas de alrededor de una veintena de estrellas supernova clase Ia situadas en el universo profundo, realizando un método para calcular distancias, así como su calibración, de esa forma, ayudó a corregir la extinción lumínica como consecuencia de la densidad de polvo estelar, midiendo inhomogeneidades en el tejido cosmológico y en consecuencia llegó a la conclusión de que el universo en expansión está siendo acelerado desde hace al menos diez mil millones de años.

## Trabajos de investigación
Riess fue becario Miller en la Universidad de California (Berkeley, Ca, EE. UU.) antes de ingresar en el Instituto de Ciencias del Telescopio Espacial (Space Telescope Science Institute) en 1999. Llegando en 2005 a su posición actual en la Universidad Johns Hopkins.
Riess inició sus investigaciones en 1998 en el equipo de investigación High-Z Supernova donde aportó evidencias de que la expansión del universo se está acelerando, corroborado posteriormente por el proyecto Cosmología de Supernovas (Supernovae Cosmology Proyect) liderado por Perlmutter.
Riess lideró el equipo de investigación antes mencionado para trabajar con el telescopio espacial Hubble para obtener datos de una veintena de las supernovas más distantes.
Su equipo indagó hasta profundidades de más de 10.000 millones de años-luz. El objetivo fue encontrar y detectar en una fase temprana algún decaimiento en la expansión cósmica a través de la observación de estrellas supernovas distantes para comparar su brillos relativos y la extinción del brillo de estas. De esta forma se confirma la interpretación del modelo teórico sobre la existencia de energía y materia oscura.

## Premios y distinciones

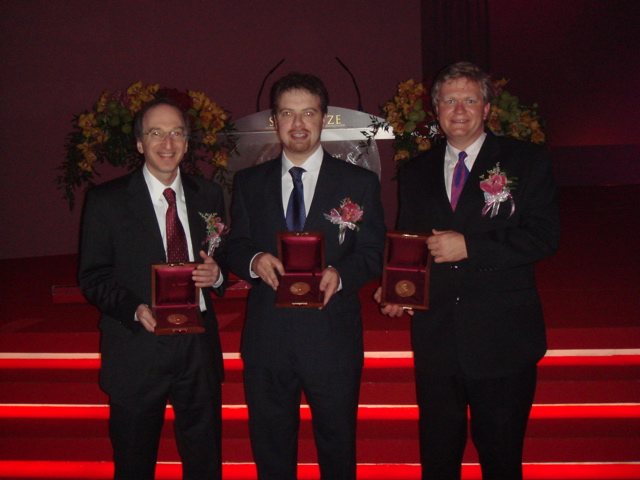
Saul Perlmutter, Riess y Brian Schmidt siendo galardonados con el premio Shaw 2006 en astronomía. En 2011 han sido premiados con el Nobel de Física.

- 1999 - Galardón Trumpler de la Sociedad Astronómica del Pacífico.
- 2001 - Premio Bok de la Universidad de Harvard.
- 2003 - Premio Helen B. Warnet de la Sociedad Astronómica Americana.
- 2004 - Premio Sackler de Raymond y Beverly por el descubrimiento de la aceleración cósmica.
- 2006 - Premio Shaw de Astronomía (dotado con 1 millón $ -USD-) y compartido con Saul Perlmutter y Brian P. Schmidt por su contribución al descubrimiento de la aceleración cósmica, el mismo equipo que ha obtenido el premio Nobel de Física 2011.[1]
- 2008 Mención como "Genio" del Premio MacArthur.
- 2009 Elegido para la Academia Nacional de Ciencias (de los EE. UU.)[2]

Schmidt y todos los miembros del equipo High-Z (definidos como coautores de los trabajos de Riess en 1998) compartieron el Premio Gruber 2007 en Cosmología dotado con medio millón de dólares norteamericanos, junto con el equipo de investigación Proyecto Supernova Cosmología (el equipo definidos como coautores de Perlmutter en 1999) por sus descubrimientos en la aceleración de la expansión del universo.
- 2011 - Ha sido mencionado para obtener la Medalla Albert Einstein junto con Saul Perlmutter
- 2011 - Galardonado con el Premio Nobel de Física, al lado de Saul Perlmutter y Brian P. Schmidt.

## Premio Nobel de Física
El proyecto Calan-Tololo hizo aportes significativos a la medición de distancias en el Universo, contribuyendo a que en 1998 se descubriera la aceleración de la expansión del Universo. Este hallazgo fue realizado por dos equipos científicos internacionales: The High-Z SN Search Team y el Supernova Cosmology Project. Como consecuencia de este descubrimiento, el 4 de octubre de 2011 recibieron el premio Nobel de Física los astrónomos Saul Perlmutter, Brian P. Schmidt y Adam Riess.
La Real Academia de Ciencias de Suecia (ente que entrega el Premio Nobel), hizo un reconocimiento explícito al proyecto Calán Tololo, en su "«scientific background»".
El proyecto Calán Tololo fue reconocido por la Real Academia de Ciencias de Suecia, el día de octubre de 2011 —en su documento Scientific Background on the Nobel Prize in Physics 2011—, debido a su aporte esencial al Descubrimiento de la Aceleración de la Expansión del Universo.
El texto destaca en su página 11: «Paralelamente, curvas de luz de varias supernovas tipo Ia cercanas estaban siendo medidas en el curso del proyecto Calán/Tololo Supernova Survey encabezado por el astrónomo chileno Mario Hamuy, Mark Phillips, Nicholas Suntzeff del Observatorio Inter-Americano Cerro Tololo en Chile y José Maza de la Universidad de Chile. Estos datos resultaron esenciales para demostrar que las supernovas tipo Ia eran útiles como patrones lumínicos. Este avance fue posible utilizando una relación entre la máxima luminosidad y el tiempo de decaimiento, demostrada por Mark Phillips, para recalibrar las supernovas tipo Ia a un perfil estándar.»
Algunas de las consecuencias de la observación de las supernovas tipo I-a son:
- El Universo está en aceleración y la expansión continuará por siempre.
- La mitad del experimento se hizo en Chile, por astrónomos chilenos y estadounidenses; sin los datos del Calán/Tololo este descubrimiento de la aceleración no habría sido posible.[7][8]
- Existe un tipo de fuerza “repulsiva” en la naturaleza cuyo origen aún permanece desconocido.
- El experimento de las supernovas produjo una revolución en la astrofísica contemporánea.
- La cantidad de energía asociada a esta fuerza constituye el 70% de toda la energía del Universo y se denomina energía oscura.

La controversia provocada por la publicación de los datos recopilados por el equipo Calán-Tololo, por parte de Adam Riess(y que lo llevó a ganar el premio nobel) puede ser revisada en el libro del periodista científico Richard Panek, el 4% del universo; en él se detalla, como Adam hizo uso indebido de estos, publicandolos previo a sus autores y sin su permiso.